# Die verschwundene Urkunde
Die verschwundene Urkunde, auch Der verlorene Brief (russisch Пропавшая грамота, Propawschaja gramota ), ist eine Kurzgeschichte des russischen Schriftstellers Nikolai Gogol, die 1829–1831 entstand und 1831 erschien. Die Geschichte wurde in den ersten Teil der Abende auf dem Weiler bei Dikanka aufgenommen.

## Handlung
In der Ukraine: Der selige Großvater wurde in jungen Jahren zum Postboten des großmächtigen Hetmans erkoren. Dessen Urkunde, vom Schreiber des Kosakenregiments verfasst, näht sich Großvater ins Mützenfutter und macht sich zu Pferde auf den Weg zur Zarin. Unterwegs auf dem Jahrmarkt in Konotop passiert es. Großvater freundet sich mit einem Saporoger Kosaken an und tauscht mit ihm die Mütze. Der Saporoger wird des Nachts vom Teufel geholt. Großvater, der dem Saporoger Schutz vor dem Teufel hoch und heilig versprochen hatte, war vor dem kritischen Zeitpunkt aus Versehen eingeschlafen.
Die Mütze muss her. Wie nur? Guter Rat ist teuer. Der Großvater berät sich vergeblich mit Tschumaken, die mit ihren Fischfuhren vor der Herberge, die der Teufel heimgesucht hatte, ausspannen. Der Herbergswirt aber weist den Weg in den nächsten tiefen Wald zu kartenspielenden Hexen. Falls der Großvater eine von drei Partien Schafkopf gewinnt, bekommt er sein Pferd und die Mütze wieder. Ist er aber dreimal hintereinander der Schafkopf, so muss er sterben. In der ersten Partie sind die Karten zum Davonlaufen. In der zweiten ist Großvater klüger. Er mischt und gibt selber, verliert aber wieder. Doch die dritte Partie gewinnt er dank eines Kartentricks unterm Spieltisch und ist fein ’raus. Bums! Und nochmal bums – hat Großvater Mütze und Pferd wieder. Er nimmt ein neues Pferd; reitet Tag und Nacht in einem Zuge zur Herrscherin und überreicht ihr die Urkunde persönlich.

## Verfilmungen
- 1945 Sowjetunion, Sojusmultfilm, Moskau: Die verschwundene Urkunde[2] – Zeichentrickfilm von Walentina Brumberg[3].
- 1972 Sowjetunion, Filmstudio Oleksandr Dowschenko, Kiew: Die verschwundene Urkunde[4] – Komödie von Boris Iwtschenko[5] mit Iwan Mykolajtschuk.

## Verwendete Ausgabe
- Die verschwundene Urkunde. Deutsch von Johannes von Guenther, S. 203–222 in Johannes von Guenther (Hrsg.): Nikolai Gogol: Gesammelte Werke. Band I. Aufbau-Verlag, Berlin 1952